# Highwood (Essex)
Highwood is een civil parish in het bestuurlijke gebied Chelmsford, in het Engelse graafschap Essex. In 2001 telde het dorp 584 inwoners.